# Saison 2 de Section Genius
Chronologie
Saison 1 Saison 3
Cet article présente les épisodes de la deuxième saison de la série télévisée américaine Section Genius (A.N.T. Farm).

## Distribution

### Acteurs principaux
- China Anne McClain : Chyna Parks
- Sierra McCormick : Olive Doyle
- Jake Short : Fletcher Quimby
- Stefanie Scott : Lexi Reed
- Carlon Jeffery : Cameron Parks

### Acteurs récurrents
- Zendaya Coleman : Séquoia Jones (épisode 1)
- Claire Engler (en) : Violette (épisodes 2 et 20)
- Vanessa Morgan : Jeanne Gossamer/Vanessa Lafontaine (épisodes 3, 4 et 6)

## Épisodes

### Épisode 1:Conseillère de star
- États-Unis : 1er juin 2012 sur Disney Channel[1]
- France : 5 septembre 2012 sur Disney Channel France
- Québec : sur VRAK.TV

- États-Unis : 2,776 millions de téléspectateurs[2]

- Zendaya (Sequoia Jones)

### Épisode 2:Bébé Sebastian
- États-Unis : 1er juin 2012 sur Disney Channel[1]
- France : 12 septembre 2012 sur Disney Channel France

- États-Unis : 2,947 millions de téléspectateurs[2]

### Épisode 3:Le Bal du lycée
- États-Unis : 8 juin 2012 sur Disney Channel
- France : 19 septembre 2012 sur Disney Channel France

- États-Unis : 2,716 millions de téléspectateurs[3]

### Épisode 4:Mannequin d'un jour
- États-Unis : 22 juin 2012 sur Disney Channel
- France : 26 septembre 2012 sur Disney Channel France

- États-Unis : 3,232 millions de téléspectateurs[4]

- Vanessa Morgan

### Épisode 5:Questions Génius
- États-Unis : 29 juin 2012 sur Disney Channel
- France : 3 octobre 2012 sur Disney Channel France

- États-Unis : 3,401 millions de téléspectateurs[5]

### Épisode 6:Cinéaste en herbe
- États-Unis : 6 juillet 2012 sur Disney Channel
- France : 10 octobre 2012 sur Disney Channel France

- États-Unis : 2,808 millions de téléspectateurs[6]

### Épisode 7:Au pays des kangourous
- États-Unis : 13 juillet 2012 sur Disney Channel
- France : 17 octobre 2012 sur Disney Channel France

- États-Unis : 2,96 millions de téléspectateurs[7]

### Épisode 8:La Fête foraine
- États-Unis : 20 juillet 2012 sur Disney Channel
- France : 24 octobre 2012 sur Disney Channel France

- États-Unis : 3,423 millions de téléspectateurs[8]

### Épisode 9:Le Concours de l'amitié
- États-Unis : 10 août 2012 sur Disney Channel
- France : 31 octobre 2012 sur Disney Channel France

- États-Unis : 2,802 millions de téléspectateurs[9]

### Épisode 10:Il faut sauver la Section Genius
- États-Unis : 24 août 2012 sur Disney Channel
- France : 7 novembre 2012 sur Disney Channel France

- États-Unis : 3,549 millions de téléspectateurs[10]

### Épisode 11:Quotient d'idiotie
- États-Unis : 7 septembre 2012 sur Disney Channel
- France : 14 novembre 2012 sur Disney Channel France

- États-Unis : 2,439 millions de téléspectateurs[11]

### Épisode 12:Le Pot de colle
- États-Unis : 21 septembre 2012 sur Disney Channel
- France : 21 novembre 2012 sur Disney Channel France

- États-Unis : 2,615 millions de téléspectateurs[12]

### Épisode 13:Mutant et cie
- États-Unis : 5 octobre 2012 sur Disney Channel
- France : 9 octobre 2013 sur Disney Channel France

- États-Unis : 2,94 millions de téléspectateurs[13]

### Épisode 14:Détective privé
- États-Unis : 26 octobre 2012 sur Disney Channel
- France : 28 novembre 2012 sur Disney Channel France

- États-Unis : 2,152 millions de téléspectateurs[14]

### Épisode 15:La Chasse au trésors
- États-Unis : 2 novembre 2012 sur Disney Channel
- France : 30 janvier 2013 sur Disney Channel France

- États-Unis : 2,687 millions de téléspectateurs[15]

### Épisode 16:La Chance de sa vie
- États-Unis : 23 novembre 2012 sur Disney Channel
- France : 13 février 2013 sur Disney Channel France

- États-Unis : 2,408 millions de téléspectateurs[16]

Lauryn et Sierra McClain (McClain Sisters)

### Épisode 17:La Retraite de Skidmore
- États-Unis : 11 janvier 2013 sur Disney Channel
- France : 6 février 2013 sur Disney Channel France

- États-Unis : 3,03 millions de téléspectateurs[17]

### Épisode 18:Un bel hommage
- États-Unis : 1er février 2013 sur Disney Channel
- France : 17 avril 2013 sur Disney Channel France

- États-Unis : 3,306 millions de téléspectateurs[18]

### Épisode 19:Crise d'identité
- États-Unis : 5 avril 2013 sur Disney Channel
- France : 24 avril 2013 sur Disney Channel France

- États-Unis : 3,1 millions de téléspectateurs[19]

### Épisode 20:Un étrange caractère
- États-Unis : 26 avril 2013 sur Disney Channel
- France : 1er mai 2013 sur Disney Channel France

- États-Unis : 2,144 millions de téléspectateurs[20]